# Stephen Kinzer

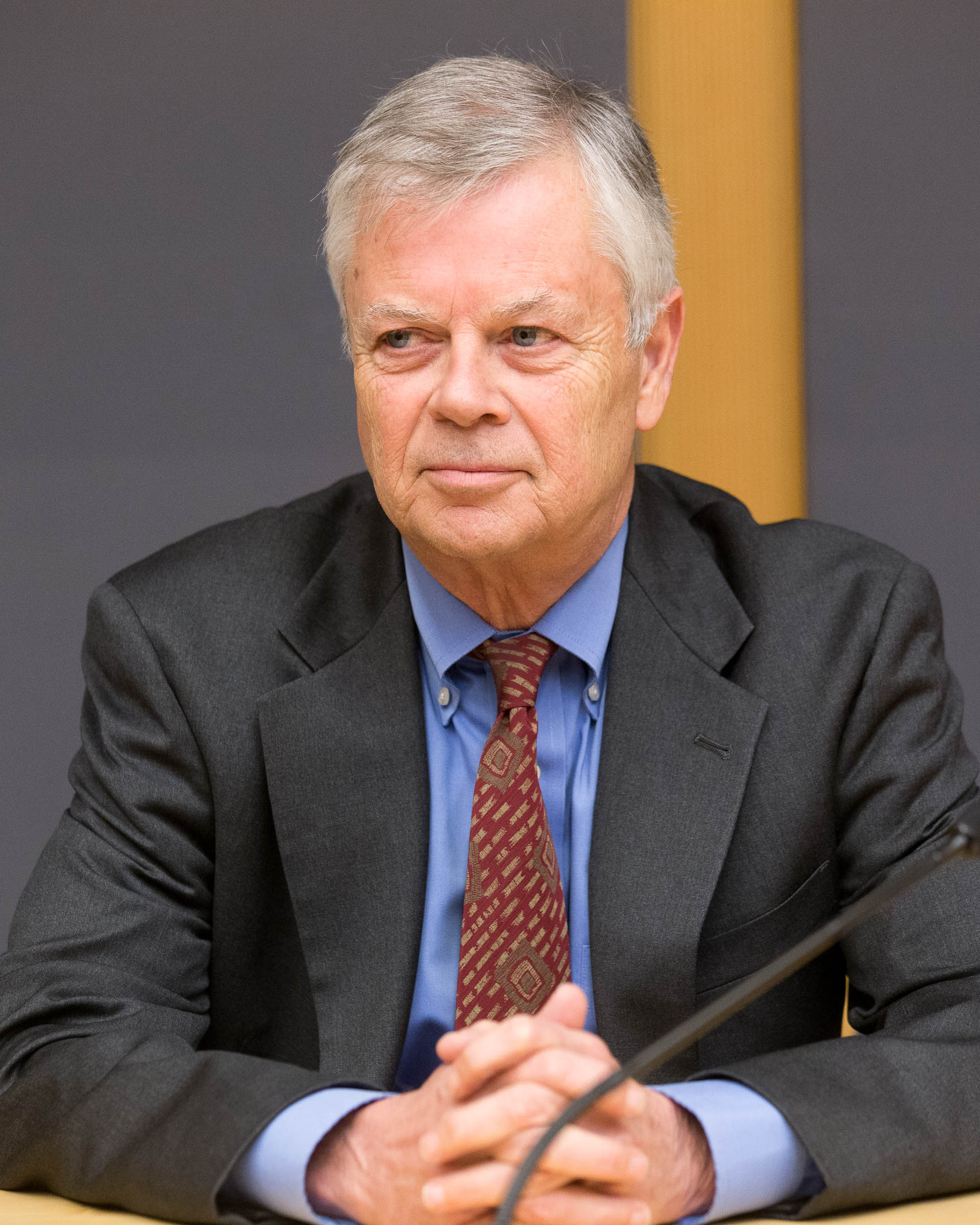
Stephen Kinzer (2017)

Stephen Kinzer (* 4. August 1951) ist ein US-amerikanischer Journalist und Autor. Er arbeitete als Auslandskorrespondent in mehr als fünfzig Ländern auf fünf Kontinenten.

## Leben
Kinzer wirkte mehr als 20 Jahre als Journalist für die Tageszeitung New York Times. So war er von 1983 bis 1989 für die New York Times Bürochef in Nicaragua. Von 1990 bis 1996 leitete er das New York Times Büro Deutschland in Bonn und Berlin. 1996 ernannte man Kinzer zum Leiter des neu eröffneten New-York-Times-Büros in Istanbul.
Kinzer ist als „Senior Fellow“ am „Watson Institute for International and Public Affairs“ der Brown University tätig und schreibt Auslandskolumnen für die Tageszeitung The Boston Globe.

## Veröffentlichungen (Auswahl)
- Project Mind Control. Sidney Gottlieb, die CIA und das LSD – wie der amerikanische Geheimdienst versuchte, das Bewusstsein zu kontrollieren. Riva, München 2020, ISBN 978-3-7423-1336-2 (amerikanisches Englisch: Poisoner in Chief: Sidney Gottlieb and the CIA Search for Mind Control, Henry Holt and Co. New York 2019. Übersetzt von Martin Rometsch, Original-ISBN 978-1-250-14043-2).[4]
- The True Flag: Theodore Roosevelt, Mark Twain, and the Birth of American Empire. Henry Holt and Co., 2017, ISBN 978-1-6277-9216-5.
- The Brothers: John Foster Dulles, Allen Dulles, and Their Secret World War. Times Books, 2013, ISBN 978-0-8050-9497-8.
- Reset: Iran, Turkey, and America’s Future. Times Books, 2010, ISBN 978-0-8050-9127-4.
- Reset Middle East: Old Friends and New Alliances: Saudi Arabia, Israel, Turkey, Iran. I.B. Tauris, 2010, ISBN 978-1-84885-765-0.
- A Thousand Hills: Rwanda’s Rebirth and the Man Who Dreamed It. John Wiley & Sons, 2008, ISBN 978-0-470-12015-6.
- Blood of Brothers: Life and War in Nicaragua. Harvard University Press, 2007, ISBN 0-674-02593-8.
- Putsch: zur Geschichte des amerikanischen Imperialismus. 1. Auflage. Eichborn, Frankfurt am Main 2007, ISBN 978-3-8218-4587-6 (amerikanisches Englisch: Overthrow: America’s Century of Regime Change from Hawaii to Iraq. New York 2006. Übersetzt von Ulrich Enderwitz, Original-ISBN 0-8050-7861-4).
- All the Shah’s Men: An American Coup and the Roots of Middle East Terror. John Wiley & Sons, 2003, ISBN 0-471-26517-9.
  - Im Dienste des Schah. CIA, MI6 und die Wurzeln des Terrors im Nahen Osten. Wiley-VCH-Verlag, Weinheim 2009, ISBN 978-3-527-50415-2.
- Crescent and Star: Turkey Between Two Worlds. Farrar, Straus and Giroux, 2001, ISBN 0-374-13143-0.
  - Halbmond und Stern: die Türkei zwischen zwei Welten. Wiley-VCH-Verlag, Weinheim 2010, ISBN 978-3-527-50493-0.
- mit Stephen Schlesinger: Bitter Fruit: The Story of the American Coup in Guatemala. Doubleday, 1982; revised ed. Harvard University Press, ISBN 0-674-07590-0.
  - Bananen-Krieg: CIA-Putsch in Guatemala. Kabel, Hamburg 1984, ISBN 978-3-921909-52-2 (mehrere weitere Ausgaben).

## Ehrungen
- Maria Moors Cabot Prize der Columbia University
- Ehrendoktor der Universität in River Forest, Illinois.
- Ehrendoktor der Universität Scranton